# Conquista del Guadiana
Conquista del Guadiana es una pedanía del municipio español de Don Benito, perteneciente a la provincia de Badajoz , comunidad autónoma de Extremadura. Se construyó en el siglo XX, a través del Instituto Nacional de Colonización, a raíz del Plan Badajoz.

## Situación

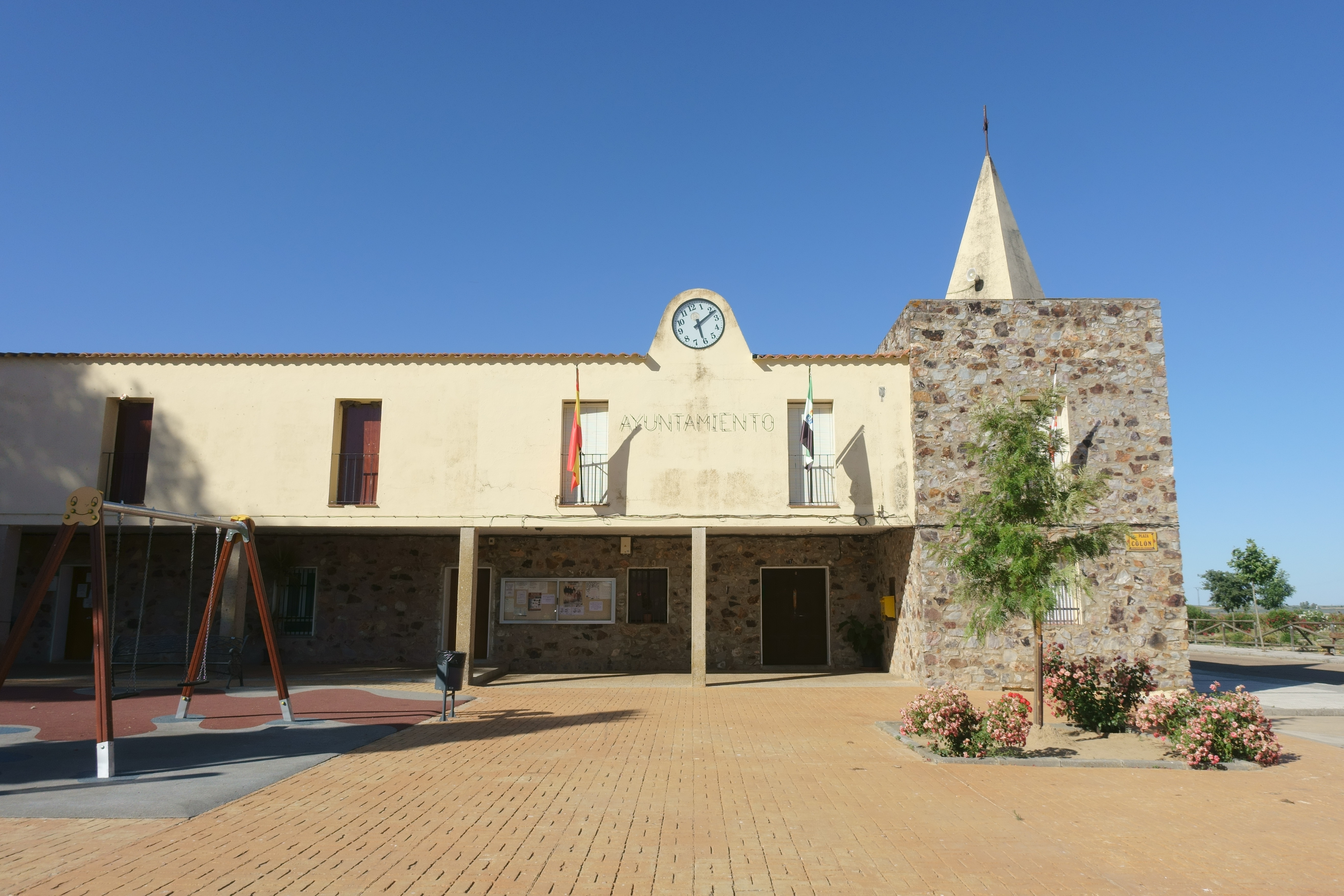
Casa consistorial

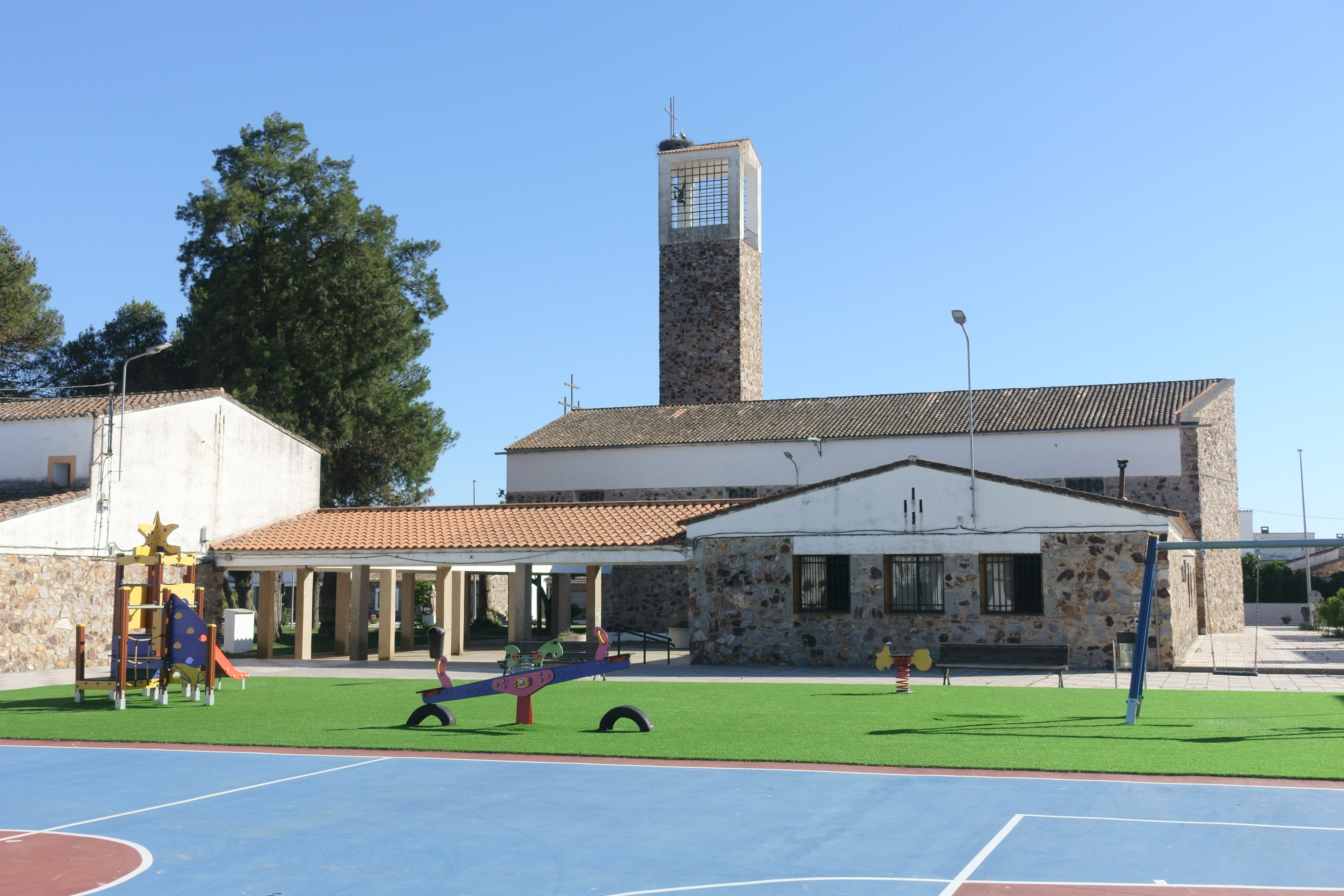
Iglesia de San José Obrero

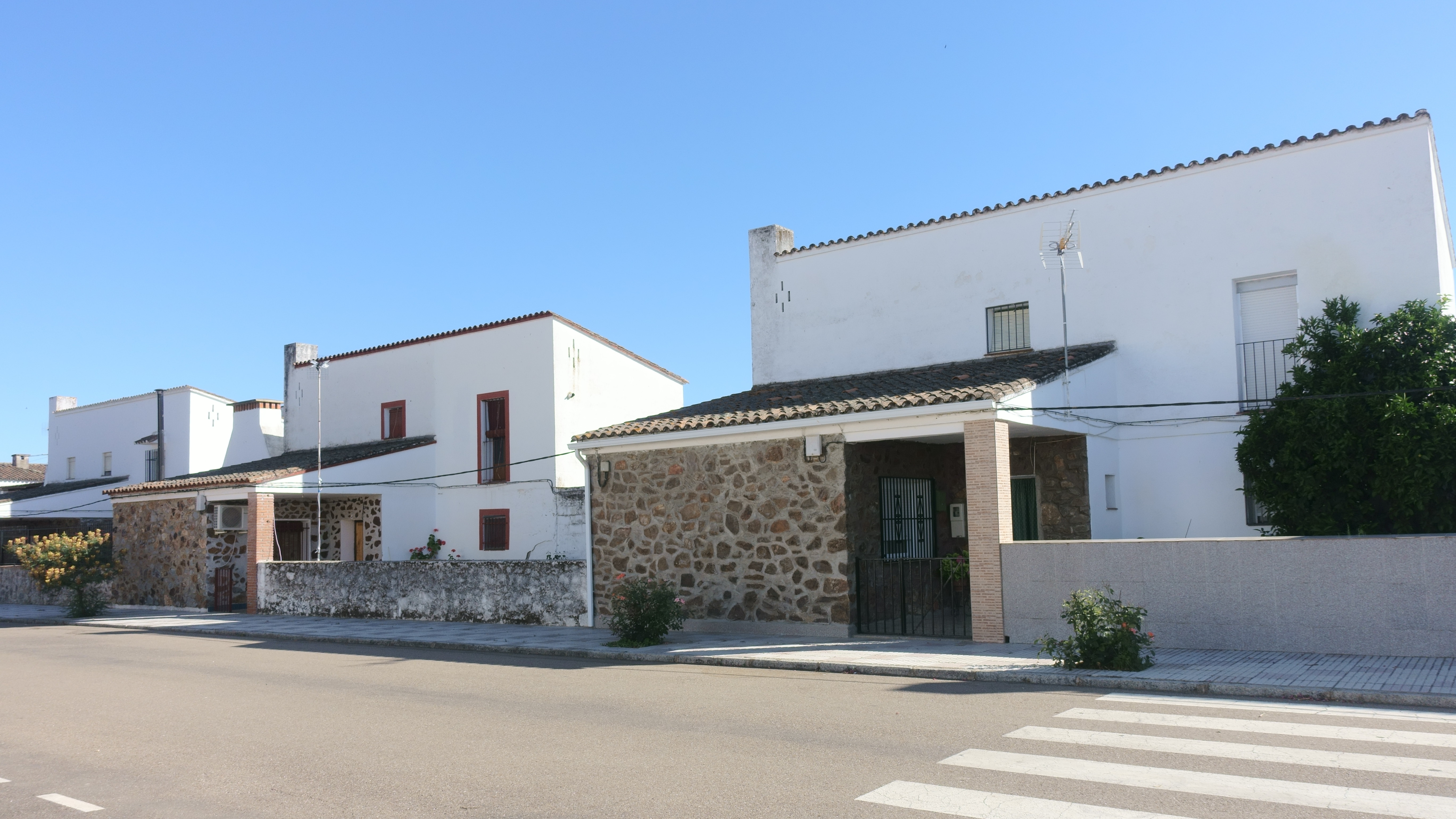
Viviendas

Se sitúa al norte de Santa Amalia, junto a la autovía A-5, muy cerca del límite provincial con Cáceres. Pertenece a la comarca de Vegas Altas y al Partido judicial de Don Benito.

## Patrimonio
Iglesia parroquial católica de San José Obrero, en la archidiócesis de Mérida-Badajoz, diócesis de Plasencia, arciprestazgo de Miajadas.

## Fiestas
Su fiesta principal es la de San José Obrero, el 1 de mayo.